# Richard Dalitz
Richard Henry Dalitz (ur. 28 lutego 1925 w Dimboola, stan Wiktoria, zm. 13 stycznia 2006 w Oksfordzie, Oxfordshire) – angielski fizyk teoretyk pochodzenia australijskiego, związany najdłużej z Uniwersytetem w Oksfordzie, pracujący przez 10 lat w uniwersytetach USA; znany z badań jądra atomowego i cząstek elementarnych, co znalazło odbicie w stosowanej nomenklaturze tej dziedziny nauki (m.in. Dalitz pair, Dalitz plot,Castillejo-Dalitz-Dyson poles).

## Życiorys
Studia
- 1944 – BA matematyki, University of Melbourne
- 1945 – BS fizyki, University of Melbourne
- 1948 – PhD fizyki, University of Cambridge

Praca na stanowisku wykładowcy fizyki w
- 1948–1949 – University of Bristol
- 1949–1953 – University of Birmingham
- 1953–1956 – Cornell University

Praca na stanowisku profesora
- 1956–1966 – University of Chicago (badania jądrowe)
- 1963–1990 – Uniwersytetu w Oksfordzie (fizyka)

W latach 1990–2006 zajmował w Uniwersytecie Oksfordzkim stanowisko profesor emeritus, był też emerytowanym członkiem All Souls College tego uniwersytetu.
Prowadził prace z zakresu teorii jądra atomowego i cząstek elementarnych. Podał własne metody badania rozpadów tych cząstek (zob. diagramy Dalitza). Zajmował się także fizyką hiperjąder oraz oddziaływaniami hiperonu Λ (lambda) z nukleonami i modelem kwarków.

## Publikacje (wybór)
Jest m.in. autorem książek:
- Strange Particles and Strong Interactions (1962)
- Properties of the Weak Interactions (1964)
- Nuclear Interactions of the Hyperons (1965)

## Wyróżnienia i nagrody
Należał do:
- Towarzystwa Królewskiego, Londyn (od roku 1960),
- Australijskiej Akademii Nauk, Canberra (od roku 1978, członek korespondent),
- Narodowej Akademii Nauk, Waszyngton (od roku 1991, członek zagraniczny),
- Polskiej Akademii Nauk, Wydział III, Warszawa (od roku 1980, członek zagraniczny)[5].

Otrzymał w roku 1975 Hughes Medal, a w roku 1991 – tytuł doktora HC (DSc) Uniwersytetu w Melbourne.